# Saint-Pierre-d'Aurillac

Saint-Pierre-d'Aurillac este o comună în departamentul Gironde din sud-vestul Franței. În 2009 avea o populație de 1.312 de locuitori.

## Evoluția populației
| An        | 1975  | 1982  | 1990  | 1999  | 2006  | 2009  |
| --------- | ----- | ----- | ----- | ----- | ----- | ----- |
| Populație | 1.008 | 1.227 | 1.249 | 1.088 | 1.259 | 1.312 |